# 1-بنتاين
1-بنتاين وهو مركب عضوي، من الآلكاين، صيغته الجزيئيةC5-H8، وهو مصاوغ لمركب 2-بنتاين.